# Trofeo caza y conservación
Trofeo - Caza y Conservación es una revista mensual sobre temas relacionados con la caza publicada en España desde el año 1970. 

## Descripción
La revista, fundada como Trofeo: Nueva Revista Deportiva, dirigida desde el comienzo por José Medina Gómez y editada por Prensa Española (editora del ABC). Fue cambiando de denominación con el paso de los años: desde el n.º 33 (febrero de 1973) pasó a ser Trofeo, desde el n.º 212 (enero de 1988) fue Trofeo: Caza-Pesca-Naturaleza y desde el n.º 274 (marzo de 1993) solamente Trofeo: Caza-Naturaleza (cuando el editor lanzó la hoy extinta Trofeo Pesca). La denominación actual comenzó con el n.º 300 (mayo de 1995). La dirección pasó a manos de Juan Delibes de Castro en febrero de 1987, a José Ignacio Ñudi en julio de 1998, a Israel Hernández en enero de 2011, a Juan Francisco París en 2013 y a Pablo Capote en 2016. En marzo de 2020 ha celebrado su 50.º aniversario con la publicación de su n.º 598.
La revista comenzó combinando pesca y caza (como demuestra su primera portada con una trucha en primer plano), pero terminó evolucionando hacia un foco mayor en la caza y el conservacionismo, combinando artículos cinegéticos y de naturaleza, carácter que hoy mantiene. Entre muchos colaboradores ilustres se encuentran Miguel Delibes, Alfonso Ussía, Jaime de Foxá, Alfonso de Urquijo, José A. Valverde y muchos otros.